# Rua Augusta
La rua Augusta (in italiano: via Augusta) è la principale via della Baixa di Lisbona e unisce, attraverso il grande Arco da Rua Augusta, la Praça do Comércio con il Rossio.
La rua Augusta è il centro nevralgico della città con diversi negozi dei più noti marchi internazionali. Dalla fine degli anni ottanta la strada è chiusa al traffico ed è spesso ritrovo di artisti di strada, artigiani e venditori ambulanti.
Parallele alla rua Augusta vi sono le altre due vie principali della Baixa pombalina. Ad ovest troviamo la rua do Ouro (o rua Áurea), ad est la rua da Prata (quest'ultima collega Praça do Comércio con Praça da Figueira).